# Strzelce Krajeńskie
Strzelce Krajeńskie (udtale: [ˈstʂɛlt͡sɛ kraˈjɛɲskʲɛ]; tysk: Friedeberg in der Neumark) er en by og en kommune (Gmina) i det vestlige Polen, der ligger i voivodskabet Lubusz (Województwo lubuskie) og har 9.912(2021) indbyggere og et areal på 		4,94 km². Den er en del af powiatet (amt) Strzelce-Drezdenko.

## Historie
Området har været en del af Polen siden dets oprettelse i det 10. århundrede under Piast-dynastiet. Efter fragmenteringen af Polen var det en del af Hertugdømmet Storpolen. I 1254 fik markgreve Konrad af Brandenburg-Stendal fæstningen Santok fra hertug Przemysł 1. af Storpolen som medgift, da han giftede sig med hans datter. På en strategisk gunstig beliggenhed øst for byen Landsberg (Gorzów Wielkopolski) byggede Konrad et slot i den netop erhvervede polske landsby. I 1269 kom landsbyen under tysk stadsret. Slottet blev ødelagt af Przemysł 1. i 1272. Begivenheden blev nævnt i det 13. århundrede Wielkopolska Krønike (den Storpolske Krønike), med Strzelce stavet Strzelci på gammelpolsk.

## Galleri
- Bymure fra middelalderen
- Mølleporten (Brama Młyńska)
- Kornmagasin fra 1764